# Hrabstwo Bradford (Floryda)
Hrabstwo Bradford (ang. Bradford County) – hrabstwo w stanie Floryda, w Stanach Zjednoczonych. Obszar całkowity hrabstwa obejmuje powierzchnię 777,1 km², w tym 17 km² (2,2%) to wody.
Hrabstwo powstało w 1858 roku. Na jego terenie znajdują się obszary niemunicypalne: Graham, Kingsley Lake.
| Populacja hrabstwa w poprzednich latach | Populacja hrabstwa w poprzednich latach |
| Rok                                     | Liczba ludności                         |
| --------------------------------------- | --------------------------------------- |
| 1980                                    | 20 047                                  |
| 1990                                    | 22 515                                  |
| 2000                                    | 26 088                                  |
| 2010                                    | 28 520                                  |
| 2020                                    | 28 303                                  |

## Miejscowości
- Brooker
- Hampton
- Lawtey
- Starke

## Sąsiednie hrabstwa
- Hrabstwo Baker (północ)
- Hrabstwo Clay (wschód)
- Hrabstwo Putnam (południowy wschód)
- Hrabstwo Alachua (południe)
- Hrabstwo Union (zachód)

## Demografia
Według spisu z 2020 roku liczy 28,3 tys. mieszkańców, co oznacza spadek o 0,8% w porównaniu z poprzednim spisem z roku 2010. Według danych pięcioletnich z 2021 roku 78,2% to biali (74,3% nie licząc Latynosów), 18% czarnoskórzy lub Afroamerykanie, 2,4% miało rasę mieszaną, 0,7% Azjaci i 0,7% rdzenna ludność Ameryki. Latynosi stanowili 4,9% populacji hrabstwa.

## Polityka
Hrabstwo silnie republikańskie, gdzie w wyborach prezydenckich w 2020 roku, 75,8% głosów otrzymał Donald Trump i 23,2% przypadło dla Joe Bidena. 